# 신암항 (울주군)
신암항(新巖港)은 대한민국 울산광역시 울주군 서생면 신암리에 있는 어항이다. 지방어항으로 지정되어 관리하고 있다. 시설관리자는 울주군수이다.

## 어항 구역
신암항의 어항 구역은 다음과 같다.
- 방파제 소리끝 남단부와 연결한 선내의 수역(45,075m2)